# Канадська кухня
Канадська кухня (англ. Canadian cuisine, фр. Cuisine canadienne) — традиційна кухня народів, що населяють Канаду.

## Опис

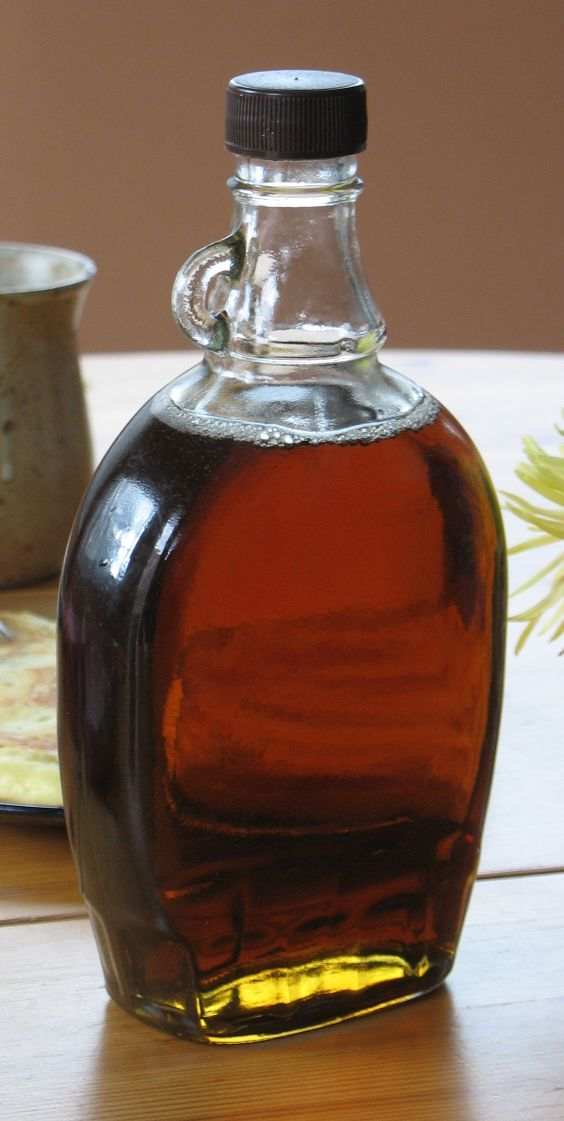
Пляшка кленового сиропу, виробленого в канадській провінції Квебек

Не можна назвати будь-яку страву в Канаді національною. Канада — багаторегіональна і багатонаціональна країна, де кухня варіюється в залежності від регіону. Колишній прем'єр-міністр Канади Джо Кларк так висловлювався про це: «У Канаді багато кухонь. Це не солянка, а шведський стіл».
Початкові корені канадської кухні — в традиціях корінних північноамериканських народів, а також в англійській та французькій кухні. Тому канадську кухню буде правильніше назвати англо-американо-канадською кухнею. Місцева кухня згодом була доповнена при наступних хвилях імміграції в XVIII і XIX столітті з Центральної, Південної та Східної Європи, а також з Китаю.
Важливими складовими канадської кухні є регіональні кухні: акадійська, квебекська, Приморських провінцій, Скелястих гір, тихоокеанського північного заходу, Торонто, а також безліч етнічних кулінарних традицій: ескімоська (в тому числі тлінкітська), китайська та інші.

## Традиційні страви та продукти
До повсякденних страв канадців належать страви з натурального м'яса типу біфштекс, ростбіф, лангет. Досить «успішна» страва канадської кухні — філе-брошет (насадженні на шампур і обсмажені на рожні шматочки філе вирізки, бекону, печериць та цибулі). До перших страв канадської кухні належать пюреподібні супи з овочів, цвітної капусти, гарбуза, томатів та бульйони з грінками, локшиною, зеленню. Найпопулярніші в Канаді страви — гарбузовий суп і кленовий сироп.